# Dăeni (gmina)
Dăeni – gmina w Rumunii, w okręgu Tulcza. Obejmuje tylko jedną miejscowość Dăeni. W 2011 roku liczyła 2016 mieszkańców. 